# Бакуловирусы
Бакуловирусы (лат. Baculoviridae) — семейство палочковидных вирусов, которые могут быть разделены на две группы: вирус ядерного полиэдроза (см. en:Nuclear Polyhedrosis Virus) и возбудители гранулёзов (granuloviruses, GV). Обе болезни являются вирусными заболеваниями насекомых, преимущественно чешуекрылых. Безвредны для человека и теплокровных животных.

## Этимология
Baculoviridae (бакуловирусы) или палочковидные вирусы, получили своё название за палочковидную форму вирионов (от лат. baculum — палка, посох).

## Классификация

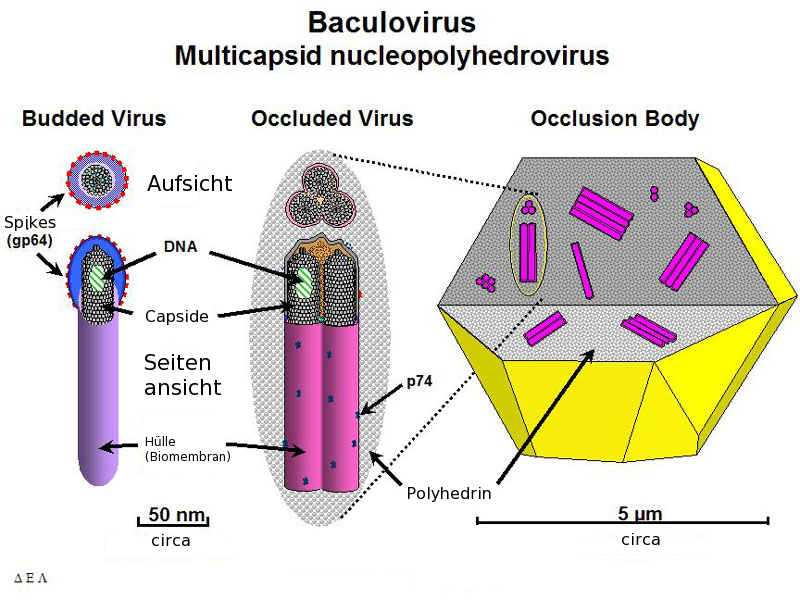

Важнейшими морфологическими типами являются вирионы палочковидной, изометрической и прямоугольной формы. Дальнейшая классификация вирусов проводится по наличию или отсутствию белковых включений, содержащих вирионы. Вирусы с включениями разделяют по их генетическому материалу и месту происхождения в клетке хозяина на вирусы ядерного полиэдроза, содержащие ДНК, и вирусы цитоплазматического полиэдроза, содержащие РНК.
Вирусы цитоплазменного полиэдроза в преобладающем большинстве являются менее вирулентными и менее специфичными, чем вирусы ядерного полиэдроза и гранулёза. Вирусы ядерного полиэдроза действуют очень избирательно, являются высоковирулентными и годами не теряют своей жизнеспособности вследствие наличия инертной защитной оболочки.
По морфологии включений делят на две группы: возбудители ядерных полиэдрозов и возбудители гранулёзов.
Вирионы возбудителей ядерных полиэдрозов заключены в белковые включения типа многогранников (полиэдров) с размером от 0,3 до 15 мкм. Вирионы располагаются в белковом матриксе обычно одиночно или группами. В одной группе может находиться до 20—25 вирионов, включённых в общую мембрану.
Вирусные частицы возбудителей гранулёзов заключены по одному (реже по два) в гранулы овальной формы. Размеры гранул значительно меньше, чем размеры полиэдров возбудителей ядерных полиэдрозов.

## Жизненный цикл

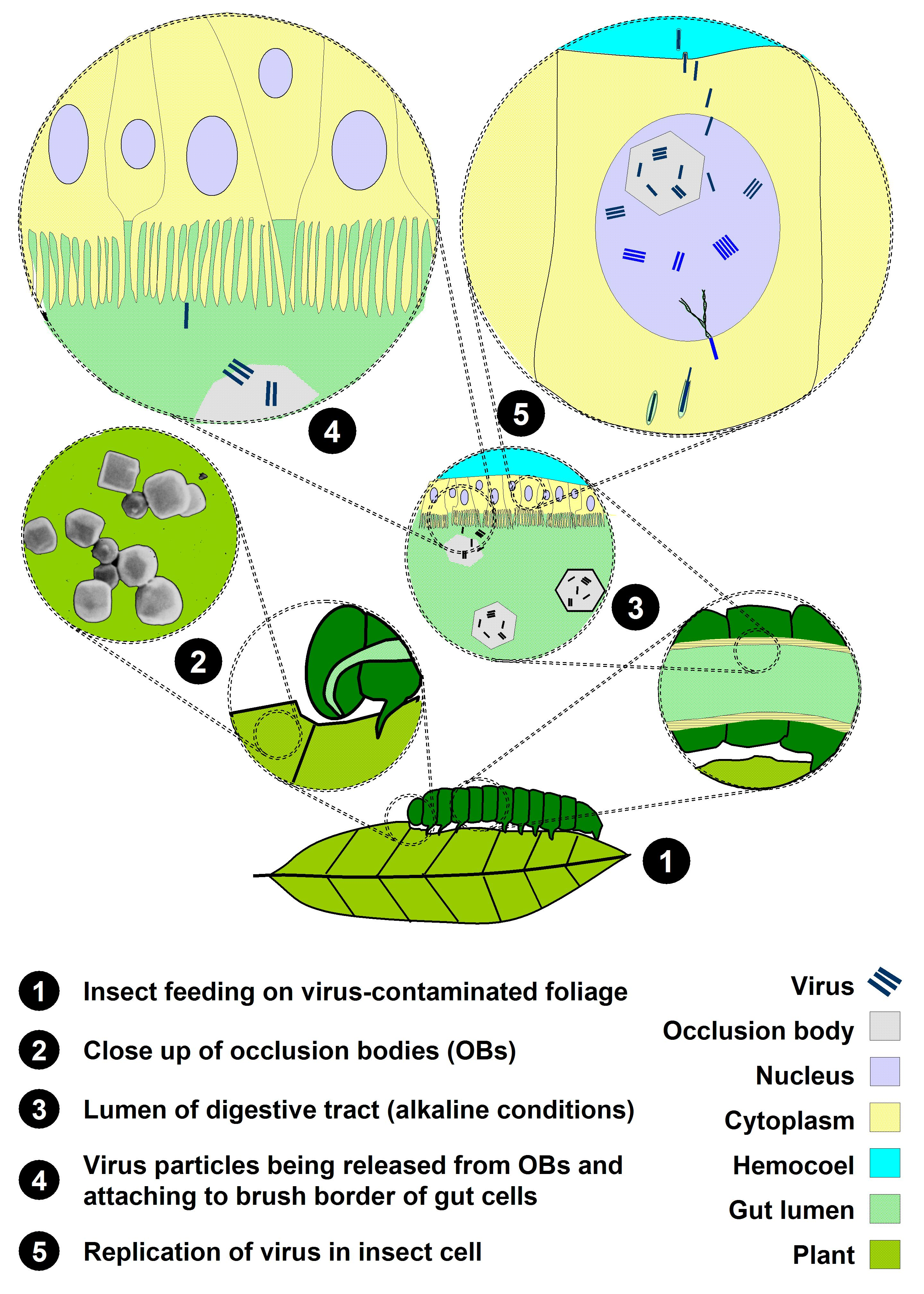

Вирусные заболевания типа полиэдрозов и гранулёзов известны только среди насекомых. Данные вирусные заболевания являются наиболее широко распространёнными в популяциях лесных чешуекрылых и пилильщиков. Вирусы семейства Baculoviridae характеризуются крайне высокой специфичностью к своим видовым хозяевам.
Формы взаимодействия вирусов с организмом хозяина могут быть двух типов, в зависимости от продолжительности пребывания вирусных агентов в организме и популяциях насекомых.
Первый тип взаимодействия характеризуется непродолжительным пребыванием вирусов в организме хозяина и, как правило, приводит к острому инфекционному процессу с не продолжительным инкубационным периодом и последующим развитием характерных для конкретного типа возбудителя симптомов заболевания. Острая вирусная инфекция заканчивается гибелью насекомого. Из погибших насекомых вирус выходит в окружающую среду и далее распространяется в популяции вида-хозяина, заражая восприимчивых к себе особей. В биотопах вирус может долго сохраняться на протяжении месяцев и даже лет, пока вновь не попадёт в организм вида-хозяина.
Второй тип взаимодействия вируса характеризуется длительным пребыванием последнего в организме и в популяции хозяина — персистенция. В данном случае вирусы находятся в неактивном состоянии — латентной форме, и передаются в популяции от родителей к потомству. Механизм подобной передачи является довольно сложным.
Латентные вирусы могут длительное время циркулировать в популяциях насекомых, переходя из поколения в поколение, пока не будут активированы какими-либо стрессовыми для вида-хозяина факторами. Данным фактором может быть аномальные отклонения погоды, чаще всего засуха, голодание или питание неподходящими кормами, инфекция другой этиологии и т. д. Обычно такое состояние наблюдается во время вспышки массового размножения. При данных ситуациях латентная форма вируса, существовавшая в клетках хозяина, переходит в активную форму, индуцируя эпизоотический процесс.
Для каждого вида насекомого свойственен свой собственный специфичный видовой вирус. Например Lymantria dispar multiple nucleopolyhedrovirus — специфичен только непарному шелкопряду.
В наибольшей степени чувствительны к вирусу гусеницы младших возрастов. Гусеницы первого возраста заражаются даже небольшими дозами возбудителя. При попадании в кишечник гусениц полиэдры растворяются, высвобождая вирионы, которые в кишечнике распадаются на «провирусы». Они проникают сквозь стенки кишки в полость тела, а затем разносятся гемолимфой по телу и проникают в восприимчивые ткани органов. Обычно поражаются клетки жирового тела, эпителий трахей, нервные клетки, гиподерма, половые железы, придаточные железы к мальпигиевым сосудам, мышечная ткань. На протяжении не более 12 часов после инфицирования происходит внедрение вирусных частиц в клетки — частицы вируса прикрепляются к мембране ядра. После чего вирус проникает в ядро, где и происходит его рост и размножение за счёт хроматина и других компонентов ядра. Уже через 24—26 часов после инфицирования отмечается гипертрофия ядер и образование вирусных палочек. Затем вирионы образуют мембраны. Часть вирионов перемещается в вирусную строму, где и происходит формирование полиэдров, в которые происходит включение созревших вирионов. Заполнив ядро, полиэдры разрывают его оболочку, выходят в цитоплазму клеток, а затем по мере их разрушения и в полость тела.
Вирионы, не включившиеся в полиэдры, разносятся вместе с гемолимфой и инфицируют другие, ещё здоровые, клетки. Процесс патогенеза обычно длится 3—12 дней и варьирует в зависимости от возраста гусениц, температуры окружающей среды. Патогенез всегда заканчивается гибелью гусениц. К этому моменту все внутренние органы и ткани лизируются, все инфицированные клетки разрушаются, превращаясь в жидкость, содержащую большое количество вирусных включений.
Внешние симптомы вирусного заболевания связаны со снижением питания, замедленностью движений, изменением окраски и покровов заражённых насекомых. В связи с репродукцией вирусов в клетках гиподермы, вызывающей её разрушение, покровы тела личинок истончаются и при даже небольших механических воздействиях разрываются с выделением гемолимфы.

## Экономическое значение
Некоторые представители бакуловирусов имеют большое практическое значение, поскольку могут вызывать эпизоотии в популяциях насекомых, дающих вспышки массового размножения. Среди таких насекомых можно отметить сибирского (Dendrolimus sibiricus Tschetw.), непарного (Lymantria dispar L.), кольчатого (Malacosoma neustria L.) шелкопрядов, шелкопряда-монашенку (Lymantria monacha L.), американскую белую бабочку (Hyphantria cunea Drury), капустную (Mamestra brassicae L.), сосновую (Panolis flammea Schiff.) и хлопковую (Heliothis armigera L.) совки, некоторых пилильщиков и пядениц. На основе бакуловирусов были созданы и зарегистрированы биопрепараты для контроля численности вышеперечисленных насекомых.
В Восточной Азии из энтомопатогенных вирусов насекомых наибольшее применение нашли вирусы ядерного полиэдроза, например, против гусениц Heliothls armigera, вредящих хлопчатнику. В Китае и Японии используется вирус цитоплазматического полиэдроза против вредителя сосны Dendrolimus spectabilis. В Японии зарегистрирован промышленный препарат на основе данного вируса под названием «матсукемин». Они также успешно применялись, например в борьбе с еловым пилильщиком в Канаде и сосновым шелкопрядом во Франции.
Основное затруднение в использовании вирусных препаратов — это их сложное промышленное изготовление.